# زن و زمین/خوش‌غیرت
زن و زمین/خوش غیرت فیلمی به کارگردانی پرویز نوری و نویسندگی پرویز نوری، منوچهر جوانفر ساختهٔ سال ۱۳۵۷ است.

## خلاصه داستان
داستان این فیلم اقتباسی از فیلم آپارتمان ساخته بیلی وایلدر و داستان زندگی کارمند ساده لوح شرکتی است که آپارتمانی دارد و همکاران اداری او همه کلید آپارتمانش را دارند. او عاشق منشی رئیس اداره است، غافل از این که رئیس اداره هم به این درد مبتلا است. نقش رئیس اداره به عهده منوچهر فرید و منشی را نوری کسرایی بازی میکردند 

## بازیگران
- همایون در نقش «کارمند»
- نوری کسرایی در نقش «منشی»
- منوچهر فرید در نقش «رئیس شرکت»
- میرمحمد تجدد
- داریوش اسدزاده
- کاظم تهرانچی
- شهناز
- شراره
- مسعود چم آسمانی در نقش «رئیس کارگزینی»
- آنیتا
- فرهاد حمیدی
- غلامحسین مفیدی